# Morne Blanc
Der Morne Blanc (dt.: „Weißer Berg“) ist ein Berg der Seychellen. Er befindet sich auf der Hauptinsel Mahé.

## Geographie
Der Berg erreicht eine Höhe von 635 m (675 m). Er erhebt sich nur etwa 1,5 km südlich des Morne Seychellois und des Congo Rouge und ist von tropischem Regenwald bedeckt. Er liegt ebenfalls im Morne-Seychellois-Nationalpark, oberhalb der Ortschaften Port Glaud und Grand Anse Village.